# Зґлічин-Вітови
Зґлічин-Вітови (пол. Zgliczyn Witowy) — село в Польщі, у гміні Радзанув Млавського повіту Мазовецького воєводства.
Населення — 230 осіб (2011).
У 1975-1998 роках село належало до Цехановського воєводства.

## Демографія
Демографічна структура станом на 31 березня 2011 року:
|          | Загалом | Допрацездатний вік | Працездатний вік | Постпрацездатний вік |
| -------- | ------- | ------------------ | ---------------- | -------------------- |
| Чоловіки | 118     | 33                 | 73               | 12                   |
| Жінки    | 112     | 23                 | 63               | 26                   |
| Разом    | 230     | 56                 | 136              | 38                   |